# Museumkerk Sint-Pieter (Rekem)

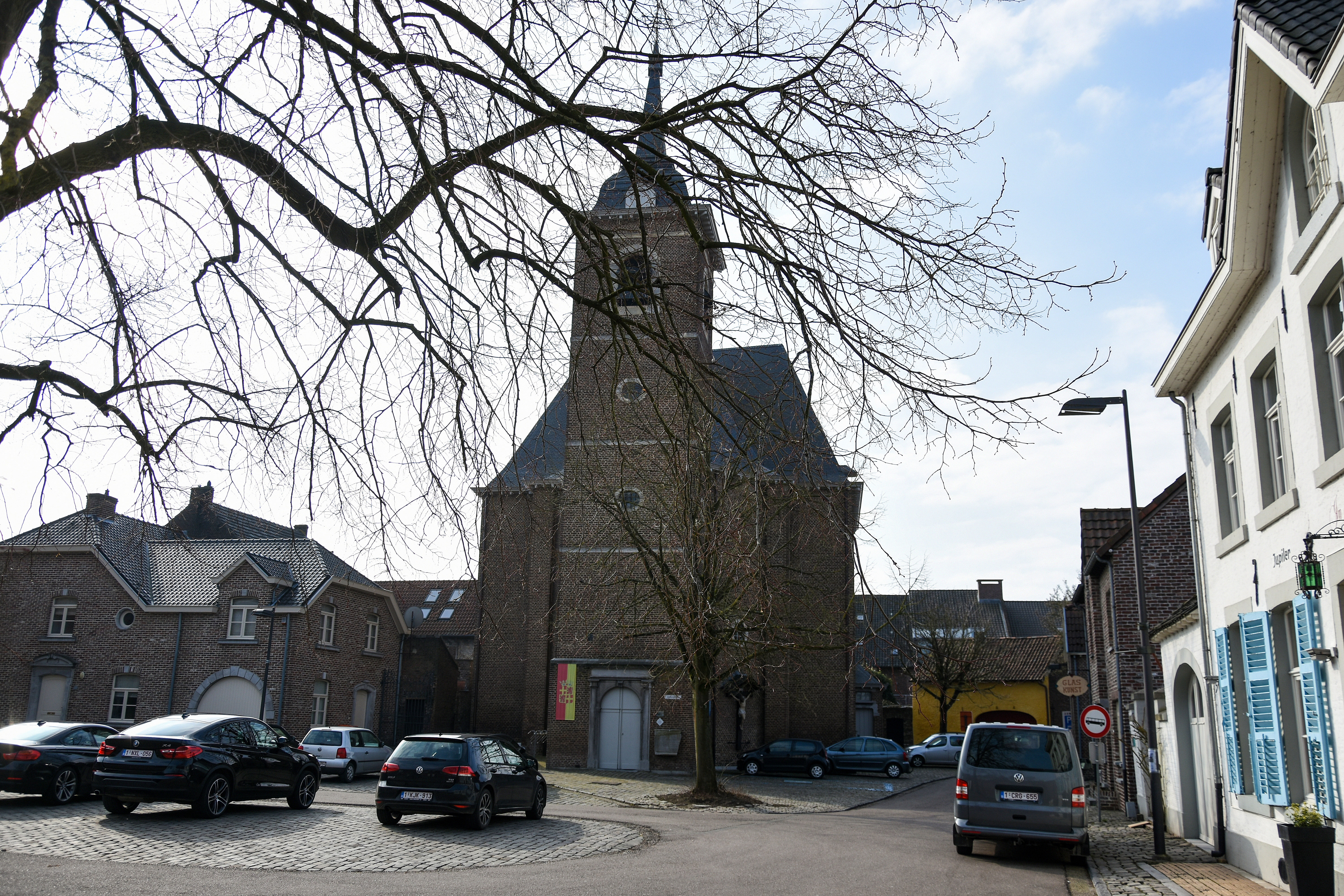
De kerk op de Groenplaats

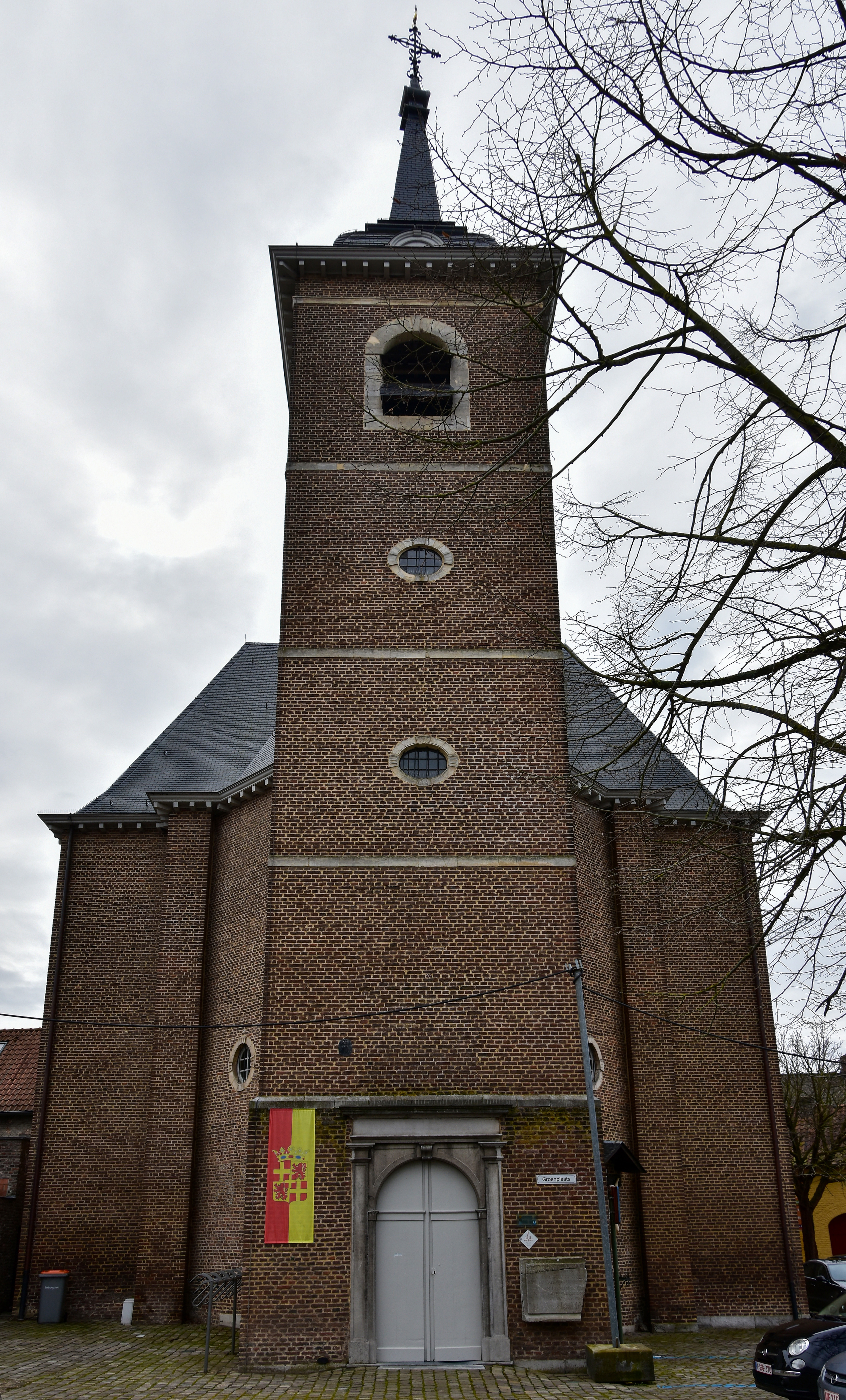
De Museumkerk

De Museumkerk Sint-Pieter is een voormalige parochiekerk in Oud-Rekem (gemeente Lanaken) in de Belgische provincie Limburg.

## Geschiedenis
In 989 wordt binnen de muren van een toenmalige Karolingische vesting, waar later het Kasteel d'Aspremont-Lynden gebouwd zou worden, een eerste kapel opgericht als hofkapel voor de graaf, die in 1231, ten tijde van het bestuur van Gijsbert III van Bronckhorst wordt vervangen door een kerk. In 1400 wordt deze kerk door de Luikenaren verwoest en in 1463 hersteld. Tijdens de Tachtigjarige Oorlog raakt de kerk tot tweemaal toe zwaar beschadigd. In 1579 wordt ze tijdens de Spaanse belegering verwoest en in 1590 weer hersteld. In 1638 raakt de kerk door brand zwaar beschadigd tijdens de Franse invallen en in 1640 wordt de kerk opnieuw hersteld.
Graaf Ferdinand d'Aspremont-Lynden sluit in 1704 een akkoord met de Luikse prinsbisschop Jozef Clemens van Beieren om de kerk binnen het kasteeldomein af te breken en te vervangen door een op de Groenplaats. Men onteigent een aantal boerderijen en men start in hetzelfde jaar met de bouwwerken. Geldgebrek wordt opgegeven als reden om te stoppen na bouw van het priesterkoor en de muren van het kerkschip. De echte reden is een vete tussen de kerkelijke overheid en de graaf. In 1722 vindt pastoor Maghin gravin Antonia, een zuster van graaf Ferdinand bereid om de kerk af te bouwen en een kerktoren toe te voegen. Zij en haar gemaal, graaf 't Serclaes de Tilly schenken ook het hoogaltaar en twee biechtstoelen.
Deze kerk brandt in 1755 af, samen met 21 huizen. Op kermisdag 4 september 1774 kan de eerste hoogmis worden opgedragen. In de jaren tachtig van de 19e eeuw wil de pastoor een nieuwe kerk maar het duurt tot 1954 vooraleer de bouw van de nieuwe Sint-Pieterskerk aan 't Kleinveld start. Vanaf 1956 raakt de oudere kerk in onbruik en vanaf 1970 krijgt ze een functie als museumkerk. In die hoedanigheid maakt ze tegenwoordig deel uit van het historisch erfgoed Oud-Rekem.

## Beschrijving
Het bakstenen kerkgebouw in barokstijl, met een afwerking in kalksteen bevindt zich thans aan de Groenplaats. De vierkante toren aan de noordzijde bestaat uit vijf geledingen, afgescheiden door eenmaal een kalkstenen lijst en voorts mergelstenen lijsten. De bekroning is klokvormig met een leien naaldspits. De ellipsvormige, mergelstenen vensters zijn omlijst met gesculpteerde sluitstenen. De rondbogige galmgaten aan iedere zijde hebben licht uitspringende sluitstenen en imposten.

## Meubilair
De zijaltaren bezitten schilderijen van respectievelijk Maria-Hemelvaart en Maria Magdalena, beide uit 1775, van de hand van Anton Zollinger. Van 1784 dateert een beeld van Jan Nepomucenus, vervaardigd door Renier Delcommune. Uit eind 17e eeuw zijn er beelden van de heilige Norbertus en de heilige Rochus, Sint-Petrus en Augustinus van Hippo, afkomstig van de kasteelkerk. Norbertus verwijst naar de norbertijnerabdij van Beaurepart vanwaar de pastoors kwamen tot 1800.
Het hoofdaltaar, uit ongeveer 1725, is een portiekaltaar van gemarmerd hout en draagt de wapens van 't Serclaes de Tilly en d'Aspremont-Lynden. De zijaltaren, uit omstreeks 1775, tonen respectievelijk de Heilige Geest en het Oog Gods. De eikenhouten preekstoel is uit 1650, het orgel uit 1808, met het chronogram: In novo organo cantate cantica domino. Het marmeren doopvont is uit 1661.
Verder is er een kruisbeeld van gepolychromeerd hout. Uit omstreeks 1700 zijn een Sint-Jozefbeeld en een Onze-Lieve-Vrouw met Kind. De engelen naast het altaar zijn afkomstig van de abdij van Hocht.

### Petronella
Tijdens opendeurdagen op zondag in de zomerperiode en tentoonstellingen is hier het reliekschrijn van Petronella te zien. Een beeld van Sint-Petronella stamt uit de eerste helft van de 18e eeuw.

### Landroede
Om discussies over de oppervlakte van landbouwgronden en de te betalen pacht door boeren uit de wereld te helpen, liet de graaf de in het rijksgraafschap van toepassing zijnde landroede (circa 4,25 m, zie afbeelding) in de kerkvloer vastleggen.

## Galerij

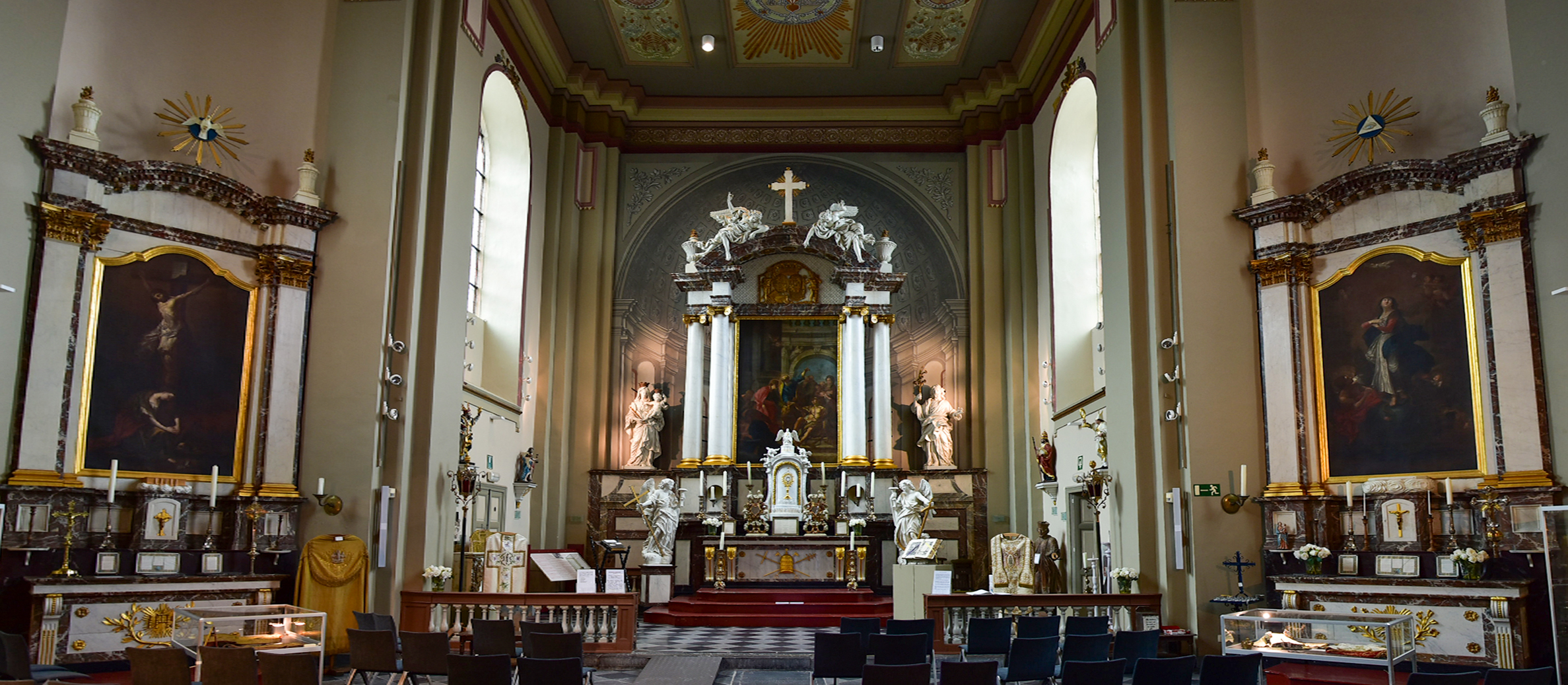
Hoog- en zijaltaren
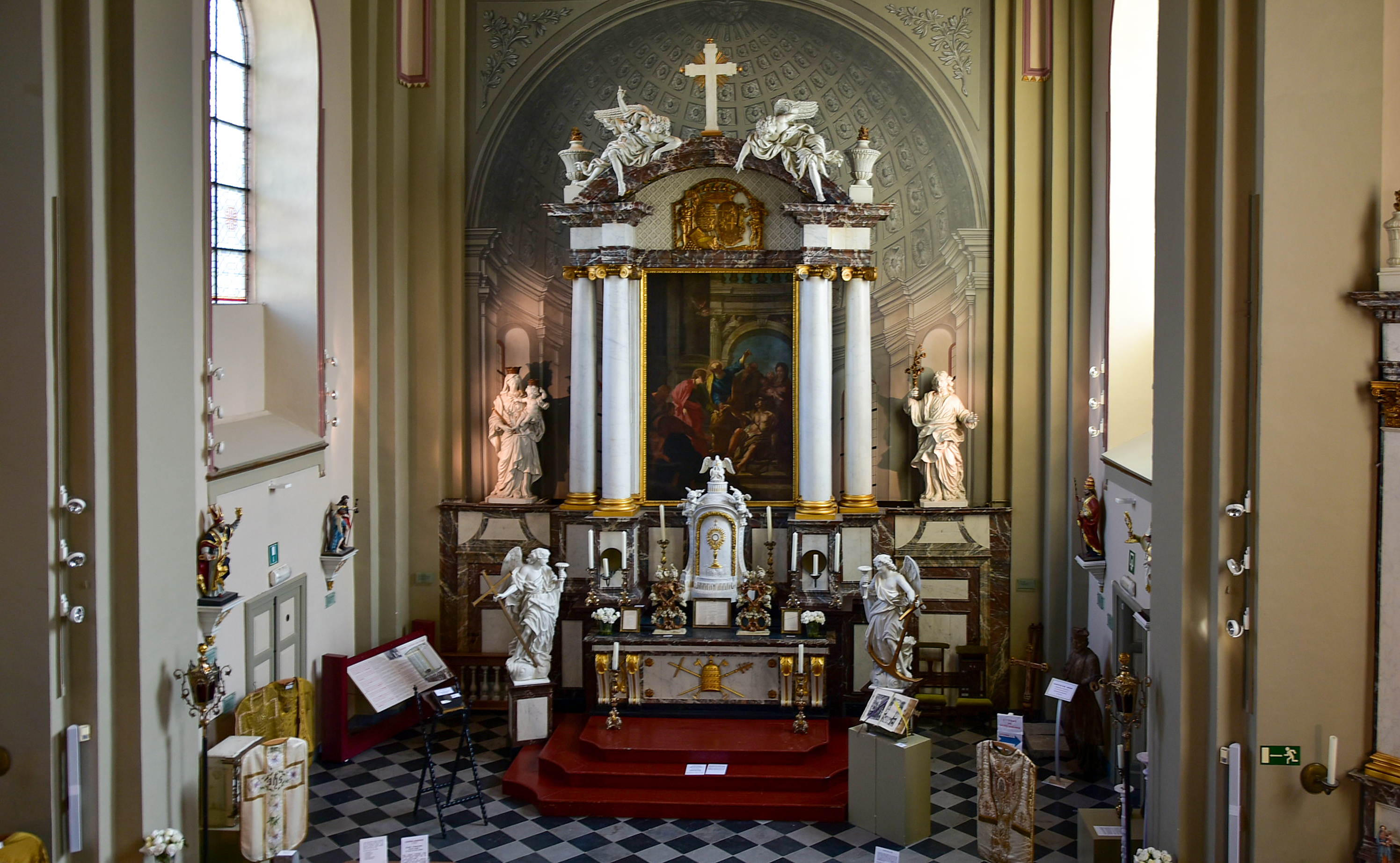
Interieur vanaf het oksaal
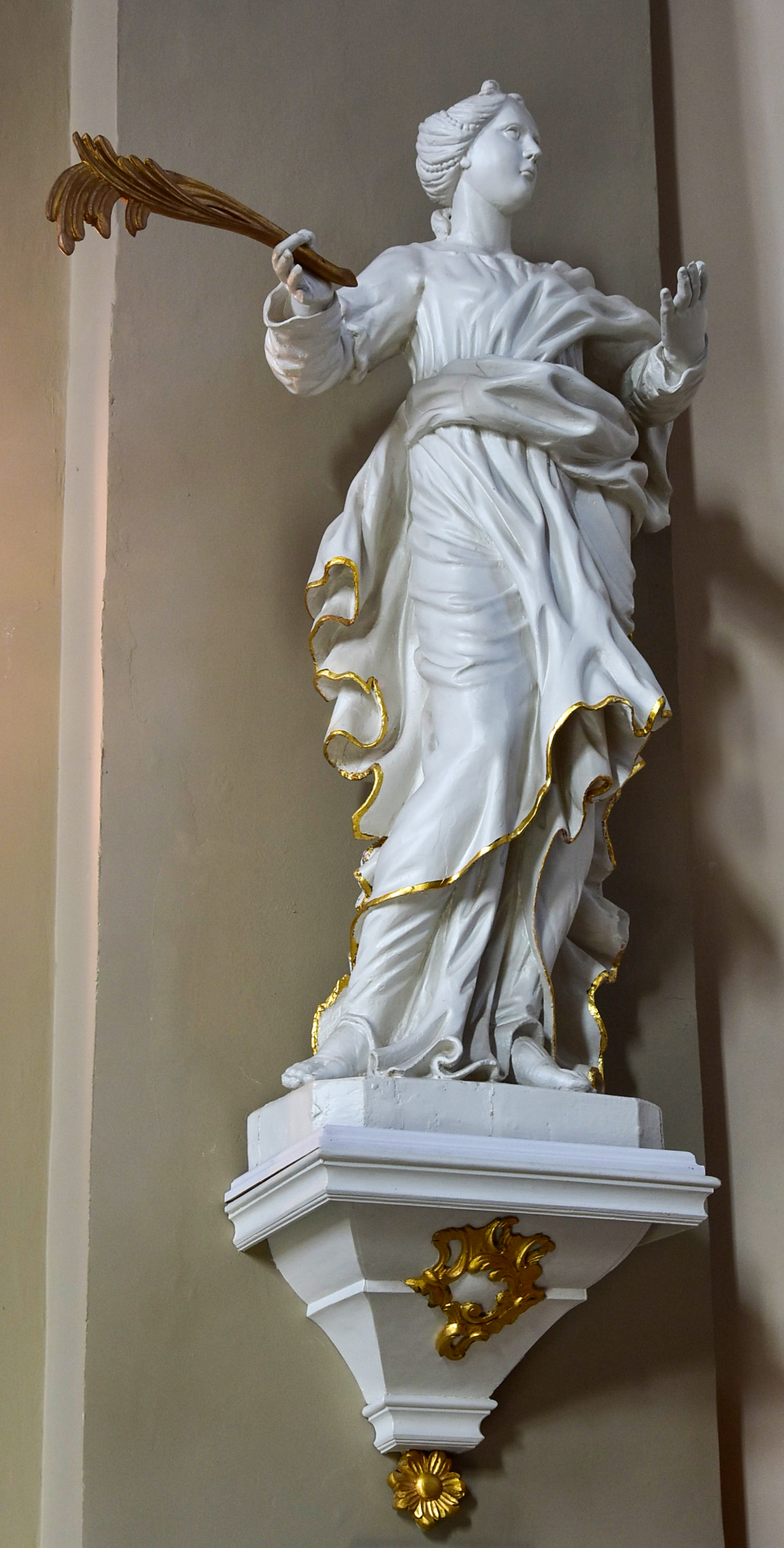
Petronella
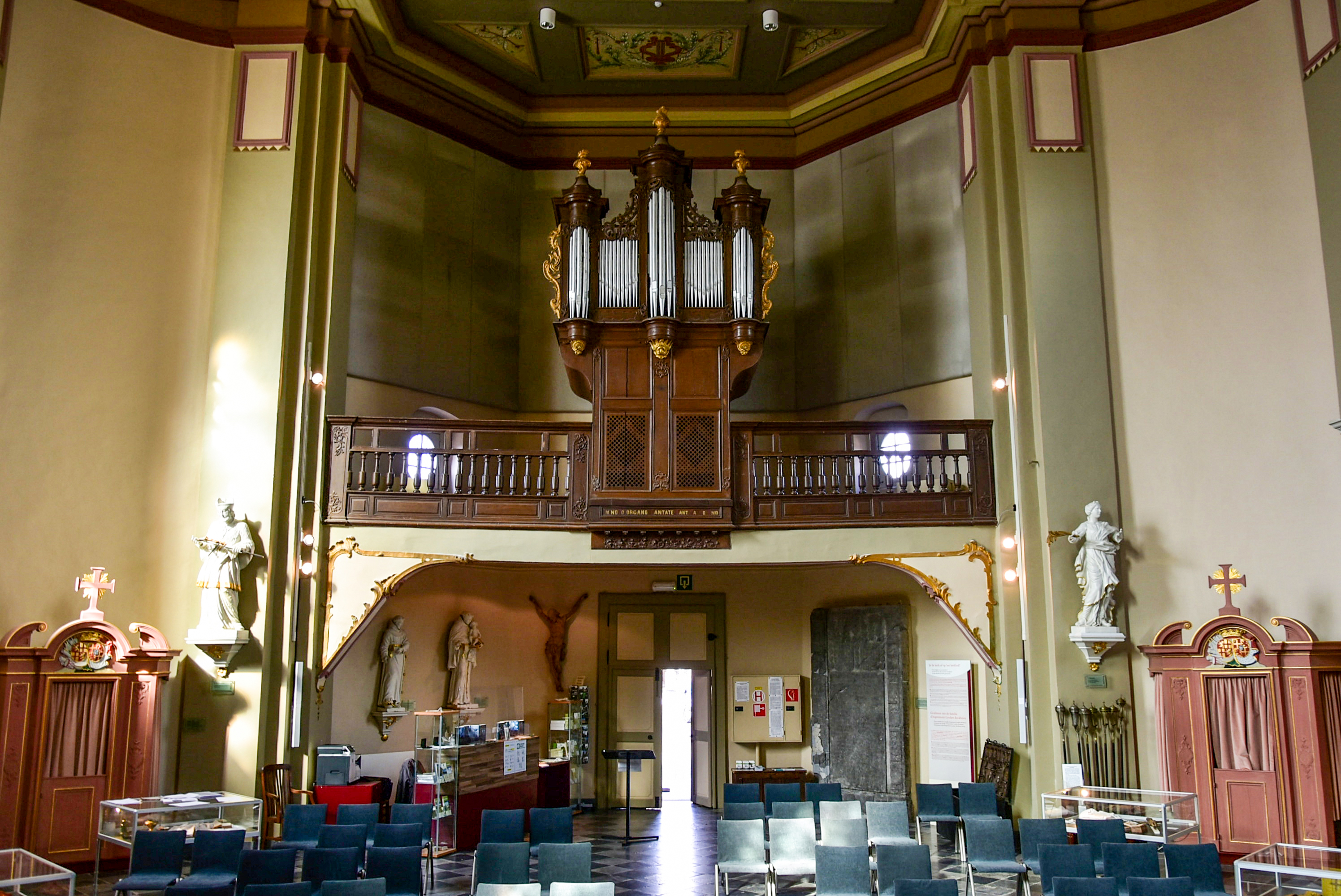
Het kerkorgel
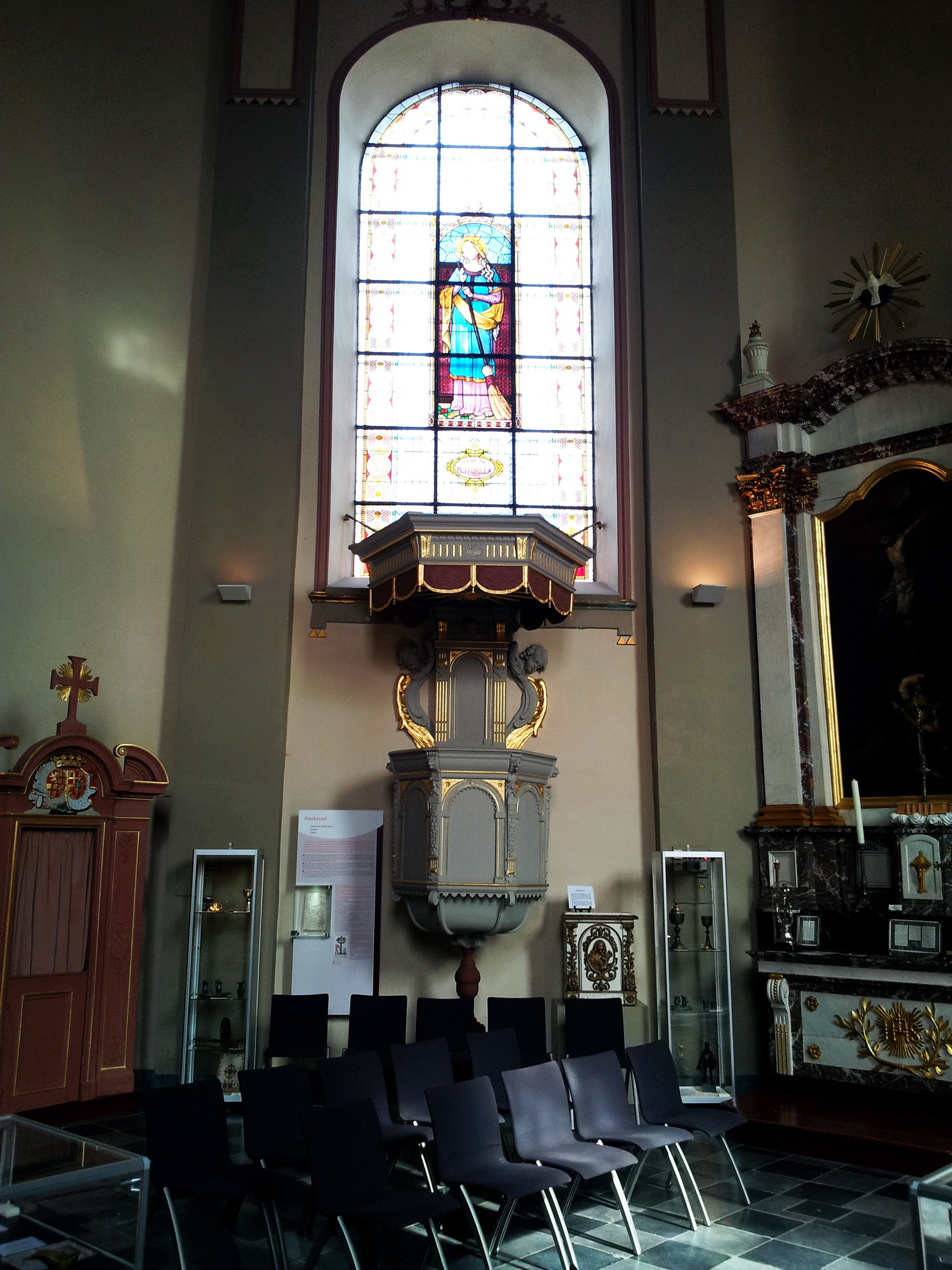
Preekstoel uit 1650 (renaissance, classicistisch gerestaureerd)
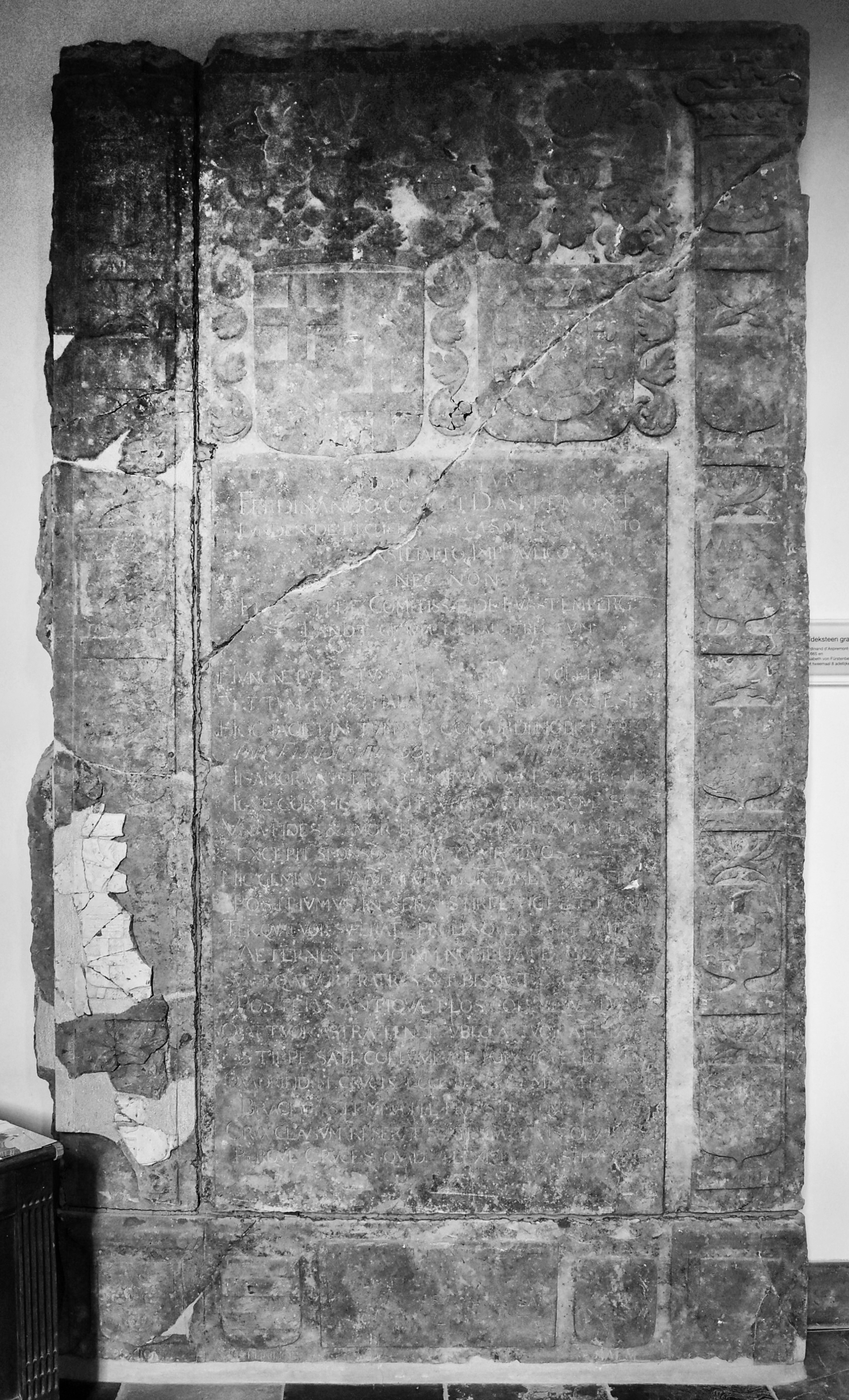
Grafsteen van Ferdinand d'Aspremont-Lynden en Elisabeth von Fürstenberg
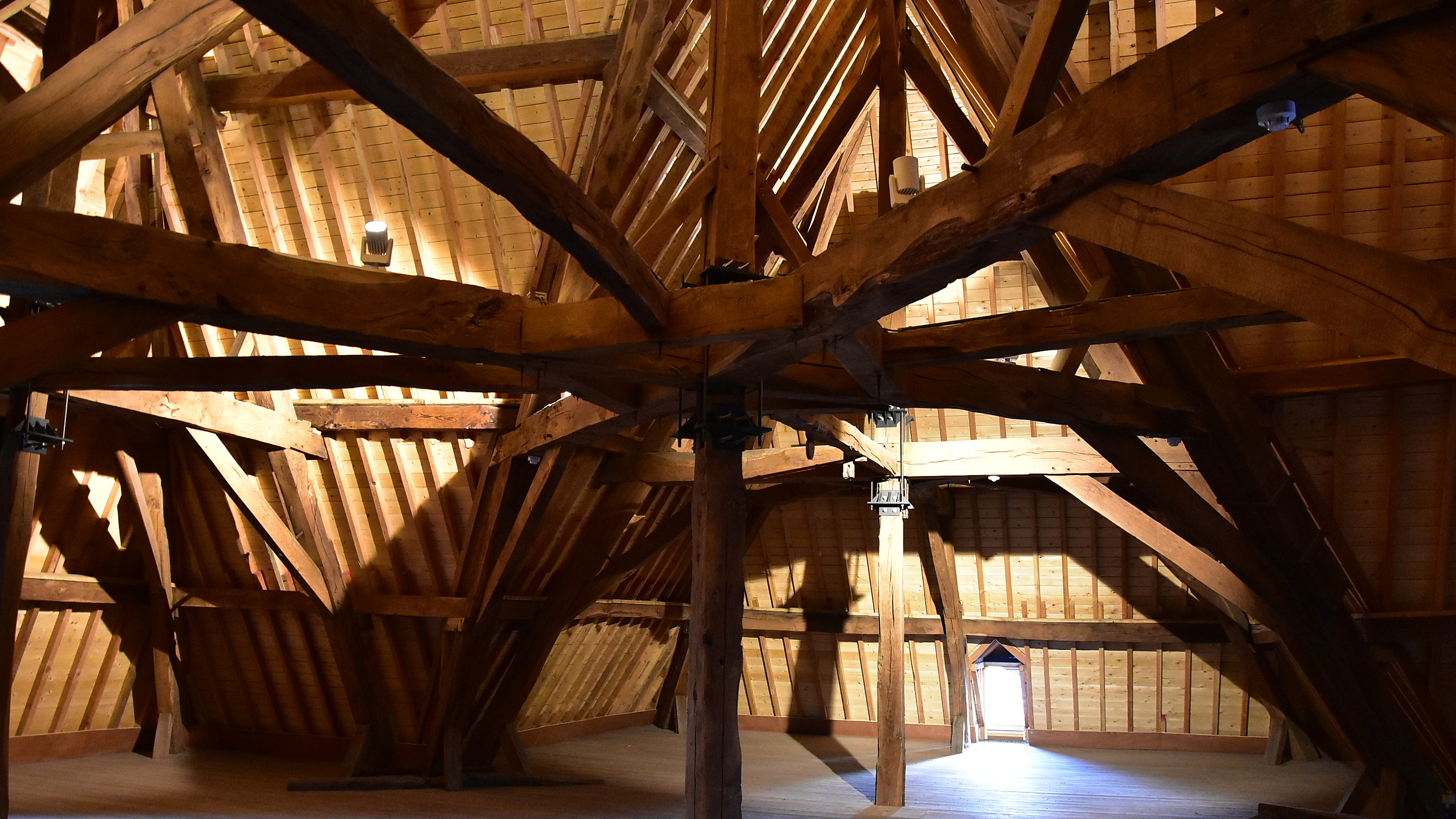
De kerkzolder
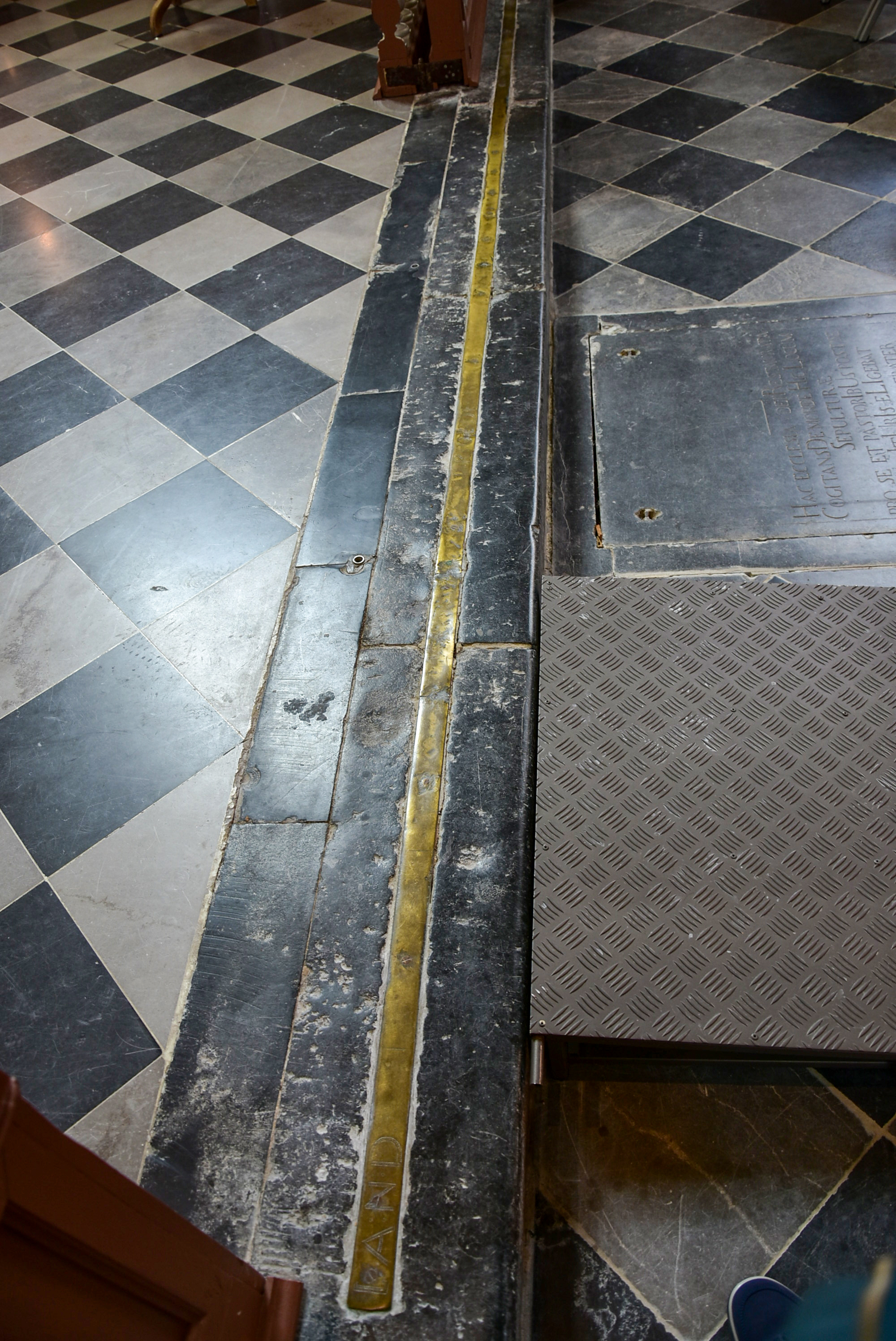
De landroede in de kerkvloer